# Coupe de Belgique de cyclisme sur route 2019
Navigation
Coupe de Belgique 2018 Coupe de Belgique 2020
La Coupe de Belgique de cyclisme sur route 2019, officiellement nommée la Bingoal Cycling Cup 2019, est la 4e édition de la Coupe de Belgique de cyclisme sur route. Elle débute le 26 mai 2019 avec le Grand Prix Marcel Kint et se termine le 13 octobre 2019 avec le Mémorial Rik Van Steenbergen. Pour cette édition qui voit un changement de sponsor titre, huit épreuves sont retenues, contre dix lors des précédentes éditions. Finalement, la manche initiale, le Grand Prix Jean-Pierre Monseré est annulé en raison du vent.

## Attribution des points
Sur chaque course, les 15 premiers coureurs marquent des points et le coureur marquant le plus de points au total est considéré comme le vainqueur de la Coupe de Belgique.
Sur chaque épreuve, les points sont attribués avec le barème suivant :
| Position | 1  | 2  | 3  | 4  | 5  | 6  | 7 | 8 | 9 | 10 | 11 | 12 | 13 | 14 | 15 |
| Points   | 16 | 14 | 13 | 12 | 11 | 10 | 9 | 8 | 7 | 6  | 5  | 4  | 3  | 2  | 1  |

Dans chaque épreuve, il y a 3 sprints intermédiaires avec des points attribués au 3 premiers coureurs. Ces points sont ajoutés au classement individuel.
Les points attribués sont respectivement: 3-2-1 points.

## Résultats
| # | Date         | Course                              | Vainqueur                | Équipe                   | Leader du classement individuel |
| - | ------------ | ----------------------------------- | ------------------------ | ------------------------ | ------------------------------- |
| - | 10 mars      | Grand Prix Jean-Pierre Monseré      | Annulé en raison du vent | Annulé en raison du vent | Annulé en raison du vent        |
| 1 | 26 mai       | Grand Prix Marcel Kint (2019)       | Bryan Coquard            | Vital Concept-B&B Hotels | Bryan Coquard                   |
| 2 | 30 mai       | Circuit de Wallonie (2019)          | Thomas Boudat            | Total Direct Énergie     | Baptiste Planckaert             |
| 3 | 21 juin      | À travers le Hageland (2019)        | Kenneth Vanbilsen        | Cofidis                  | Niki Terpstra                   |
| 4 | 26 juin      | Halle-Ingooigem (2019)              | Dries De Bondt           | Corendon-Circus          | Niki Terpstra                   |
| 5 | 25 août      | Coupe Sels (2019)                   | Attilio Viviani          | Cofidis                  | Niki Terpstra                   |
| 6 | 20 septembre | Championnat des Flandres (2019)     | Jannik Steimle           | Vorarlberg-Santic        | Baptiste Planckaert             |
| 7 | 13 octobre   | Mémorial Rik Van Steenbergen (2019) | Dries De Bondt           | Corendon-Circus          | Baptiste Planckaert             |

## Classement
| Pos. | Coureur             | Équipe               | Points |
| ---- | ------------------- | -------------------- | ------ |
| 1    | Baptiste Planckaert | Wallonie Bruxelles   | 38     |
| 2    | Niki Terpstra       | Total Direct Énergie | 33     |
| 3    | Michael Van Staeyen | Roompot-Charles      | 26     |
| 4    | Adrien Petit        | Total Direct Énergie | 24     |
| 5    | Hugo Hofstetter     | Cofidis              | 22     |
| 6    | Thomas Boudat       | Total Direct Énergie | 21     |
| 7    | Piotr Havik         | BEAT Cycling Club    | 21     |
| 8    | Timothy Dupont      | Wanty-Gobert         | 20     |
| 9    | Dries De Bondt      | Corendon-Circus      | 19     |
| 10   | Oscar Riesebeek     | Roompot-Charles      | 18     |